# Lomná
Lomná és un poble i municipi d'Eslovàquia que es troba a la regió de Žilina, al centre-nord del país. El 2022 tenia 951 habitants.
Es troba documentat des del 1600.

## Demografia
| Godina             | 1994 | 2004    | 2014    | 2024   |
| ------------------ | ---- | ------- | ------- | ------ |
| Nombre de persones | 700  | 785     | 887     | 966    |
| Diferència         |      | +12,14% | +12,99% | +8,90% |

| Godina             | 2023 | 2024   |
| ------------------ | ---- | ------ |
| Nombre de persones | 961  | 966    |
| Diferència         |      | +0,52% |